# Chinuclidină
Chinuclidina este un compus organic, o amină biciclică cu caracter puternic bazic. Nucleul chinuclidinic intră în structura multor compuși importanți (inclusiv medicamente), precum: chinină, chinidină, cinconină, cinconidină, palonosetron, ibogaină, solifenacină, aceclidină, aclidiniu, etc.